# Paraná, Rio Grande do Norte
Paraná là một đô thị thuộc bang Rio Grande do Norte, Brasil. Đô thị này có diện tích 81,39 km², dân số năm 2007 là 3724 người, mật độ 45,8 người/km².